# Belgian Juniors 2010
Das Belgian Juniors 2010 als bedeutendstes internationales Nachwuchsturnier von Belgien im Badminton fand vom 24. bis zum 26. September 2010 in Waterloo statt.

## Sieger und Platzierte
| Disziplin    | Gold                               | Silber                               | Bronze                             |
| ------------ | ---------------------------------- | ------------------------------------ | ---------------------------------- |
| Herreneinzel | Lucas Claerbout                    | Albin Carl Hjelm                     | Vilson Vattanirappel               |
| Herreneinzel | Lucas Claerbout                    | Albin Carl Hjelm                     | Matthias Almer                     |
| Dameneinzel  | Jenny Wan                          | Gayle Mahulette                      | Linda Chen                         |
| Dameneinzel  | Jenny Wan                          | Gayle Mahulette                      | Ayla Huser                         |
| Herrendoppel | Chris Coles Matthew Nottingham     | Lucas Corvée Joris Grosjean          | Fabian Holzer Max Schwenger        |
| Herrendoppel | Chris Coles Matthew Nottingham     | Lucas Corvée Joris Grosjean          | Marin Baumann Gaëtan Mittelheisser |
| Damendoppel  | Viktoriia Vorobeva Audrey Fontaine | Kira Kattenbeck Isabel Herttrich     | Helena Lewczynska Hayley Rogers    |
| Damendoppel  | Viktoriia Vorobeva Audrey Fontaine | Kira Kattenbeck Isabel Herttrich     | Cyrielle Grosjean Lauren Meheust   |
| Mixed        | Max Schwenger Isabel Herttrich     | Matthew Nottingham Helena Lewczynska | Vincent de Vries Elisa Piek        |
| Mixed        | Max Schwenger Isabel Herttrich     | Matthew Nottingham Helena Lewczynska | Joris Grosjean Audrey Fontaine     |